# Campo de concentración de Argelès-sur-Mer
El Campo de concentración de Argelès-sur-Mer (en francés: camp de concentration d'Argelès-sur-Mer) fue un campo de internamiento construido por el gobierno de Francia en una playa de la localidad de Argelès-sur-Mer, en la costa mediterránea del país, para albergar a parte de los 550 000 refugiados que traspasaron la frontera, huyendo de España tras el fin de la guerra civil española, en 1939. Se calcula que unas 100 000 personas fueron recluidas en este recinto.

## Ubicación
La localidad de Argelès-sur-Mer se encuentra en el departamento de Pirineos Orientales, perteneciente a la región de Languedoc-Rosellón. Gracias al turismo ha experimentado un notable auge. Está próxima a las ciudades de Colliure y Port-Vendres. El campo de refugiados se instaló en la Playa del Norte, en una amplia zona de costa.

### Guerra civil española
La guerra civil española se prolongó desde el 18 de julio de 1936, en que una parte del ejército se sublevó contra el gobierno legítimo de la II República, hasta el 1 de abril de 1939, en que el líder del bando sublevado, el general Franco, emitió el bando que ponía oficialmente fin a la contienda. Durante esos tres años de cruenta lucha, el ejército sublevado fue avanzando hacia el noreste del país, causando una terrible represión que originó la desbandada de los partidarios de la República de los territorios que iban perdiendo.

### El éxodo

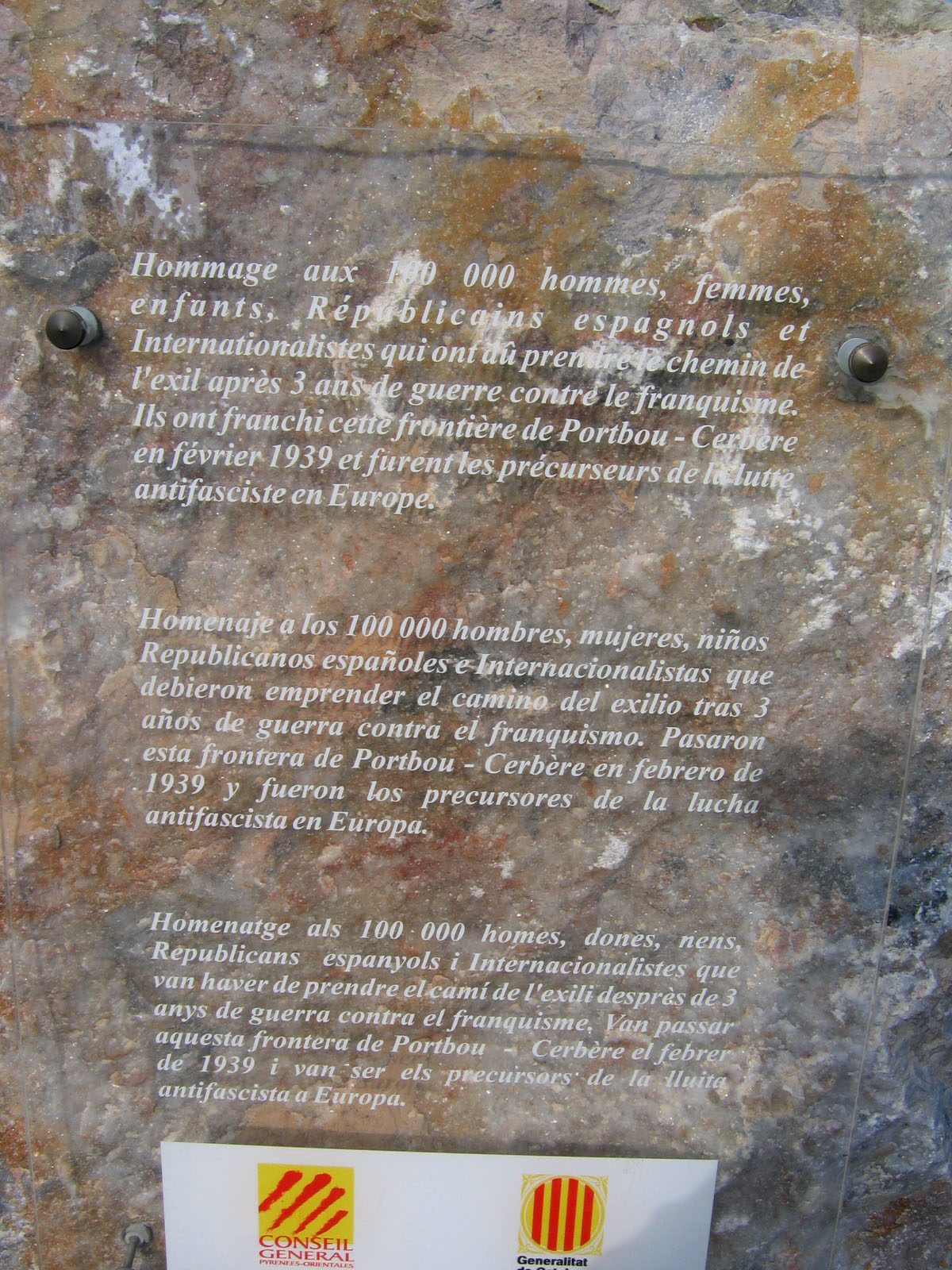
Monolito en homenaje a los republicanos españoles y brigadistas internacionales en el Coll dels Belitres, entre Portbou y Cerbère.

Con la caída de Barcelona, último reducto importante republicano en la zona norte de España, en enero de 1939, se produjo la mayor diáspora en la historia española, cuando medio millón de refugiados buscaron la huida a Francia como única salvación. Ante la presión de la opinión pública internacional, el jefe del gobierno francés, Édouard Daladier, autorizó el 5 de febrero el paso a territorio francés de los refugiados. La huida se realizó principalmente a través de los pasos fronterizos de La Junquera y Portbou, por donde salieron cientos de miles de refugiados, además de los restos del gobierno republicano y de la 130.ª Brigada Mixta del Ejército Popular Español. Hasta el 15 de febrero de 1939 ingresaron oficialmente en el departamento francés de Pirineos Orientales (que entonces contaba con unos 230 000 habitantes), un total de 353.107 personas, sobre todo a pie: familias enteras con todas sus pertenencias que no habían tenido la posibilidad de escapar de otro modo, soldados que habían combatido en el Frente del Ebro y miembros de las Brigadas Internacionales que, por motivos políticos, no podían volver a su país de origen. Cuando las autoridades francesas comprobaron la magnitud del éxodo, la catástrofe humanitaria era ya inevitable; pocas semanas antes del fin de la guerra, el "informe Valière", realizado a petición del Gobierno francés, estimaba, a 9 de marzo de 1939, la presencia de unos 440.000 refugiados en Francia, de los cuales 170.000 eran mujeres, niños y ancianos, 220.000 soldados y milicianos, 40.000 inválidos y 10.000 heridos.

### Internamiento

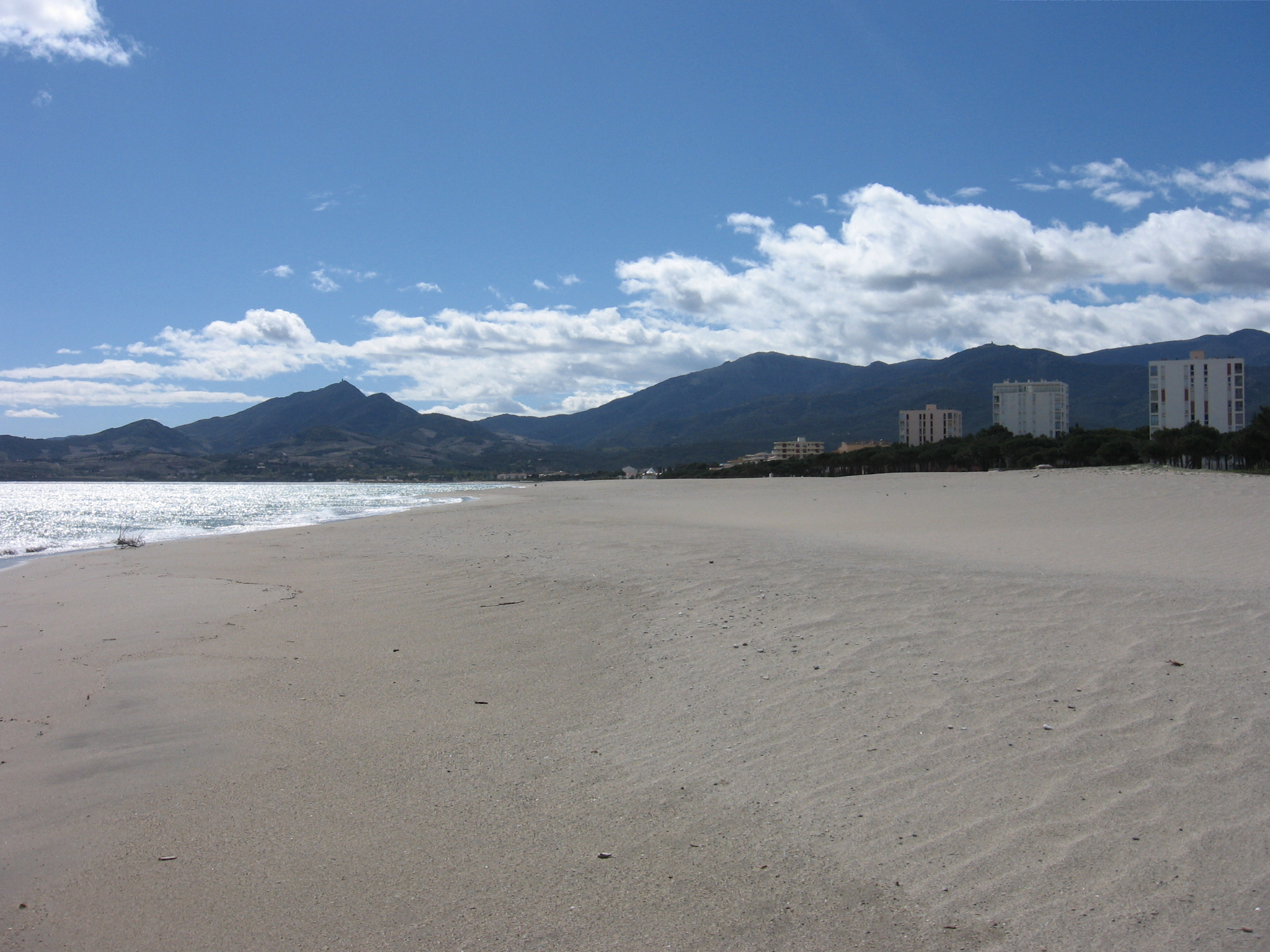
Imagen de la zona norte de la playa de Argelès, el lugar donde se ubicó el campo.

El gobierno francés, impotente ante la situación, decidió conducir a los exiliados de la zona este hacia las playas de Argelès, a 35 km de la frontera. Fueron situados sobre la misma playa, y la zona se cercó con alambre de espino. Les custodiaban tropas coloniales, marroquíes y senegaleses, y algunos gendarmes. La situación se tornó caótica: no había campamentos de barracas, letrinas, cocina, enfermería ni siquiera electricidad, y comenzaron a multiplicarse los casos de disentería. Los enfermos y heridos colapsaron los hospitales de la región, y se establecieron dos campos próximos: Saint-Cyprien y Barcarès.

## La vida en el campo de concentración

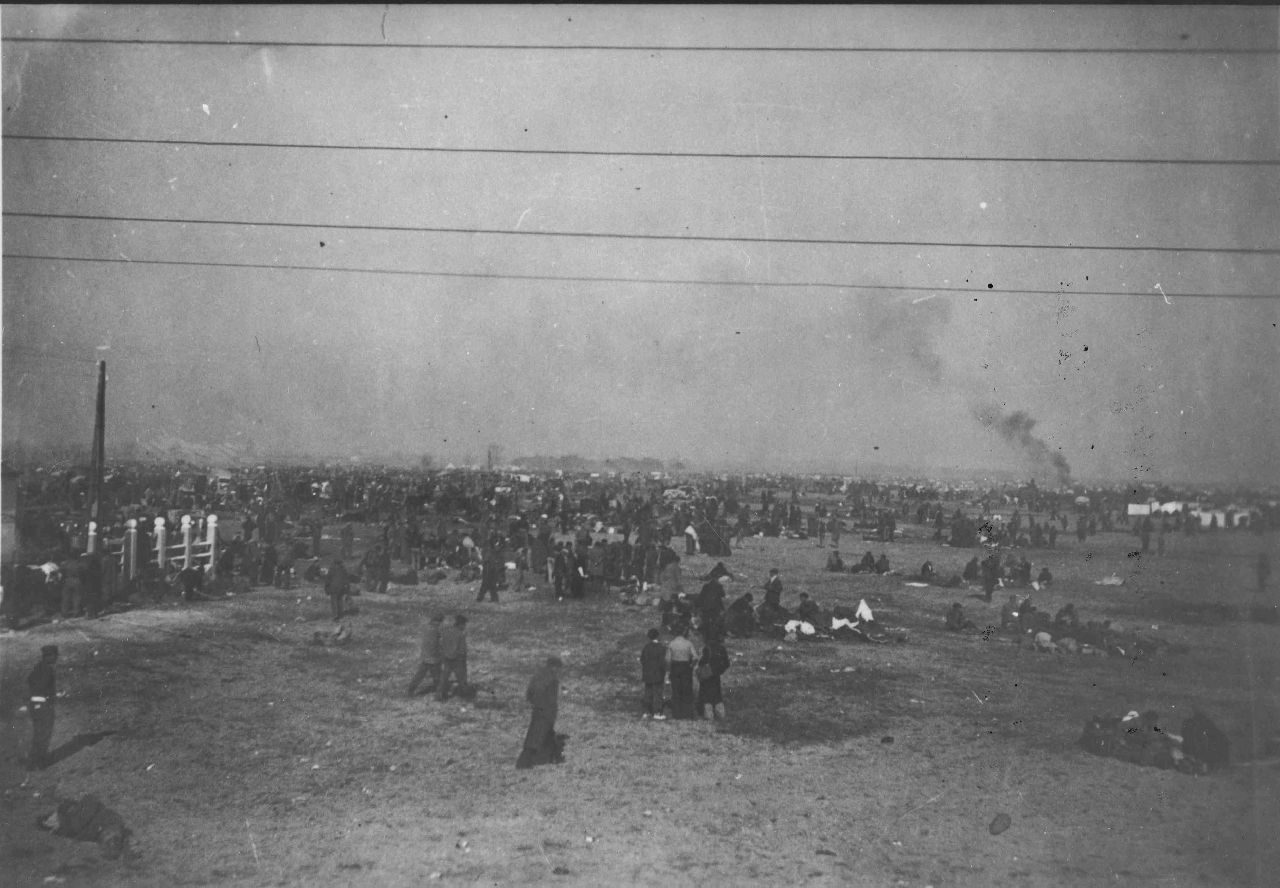
Vista general de la playa tras la llegada de los primeros refugiados, en enero de 1939.

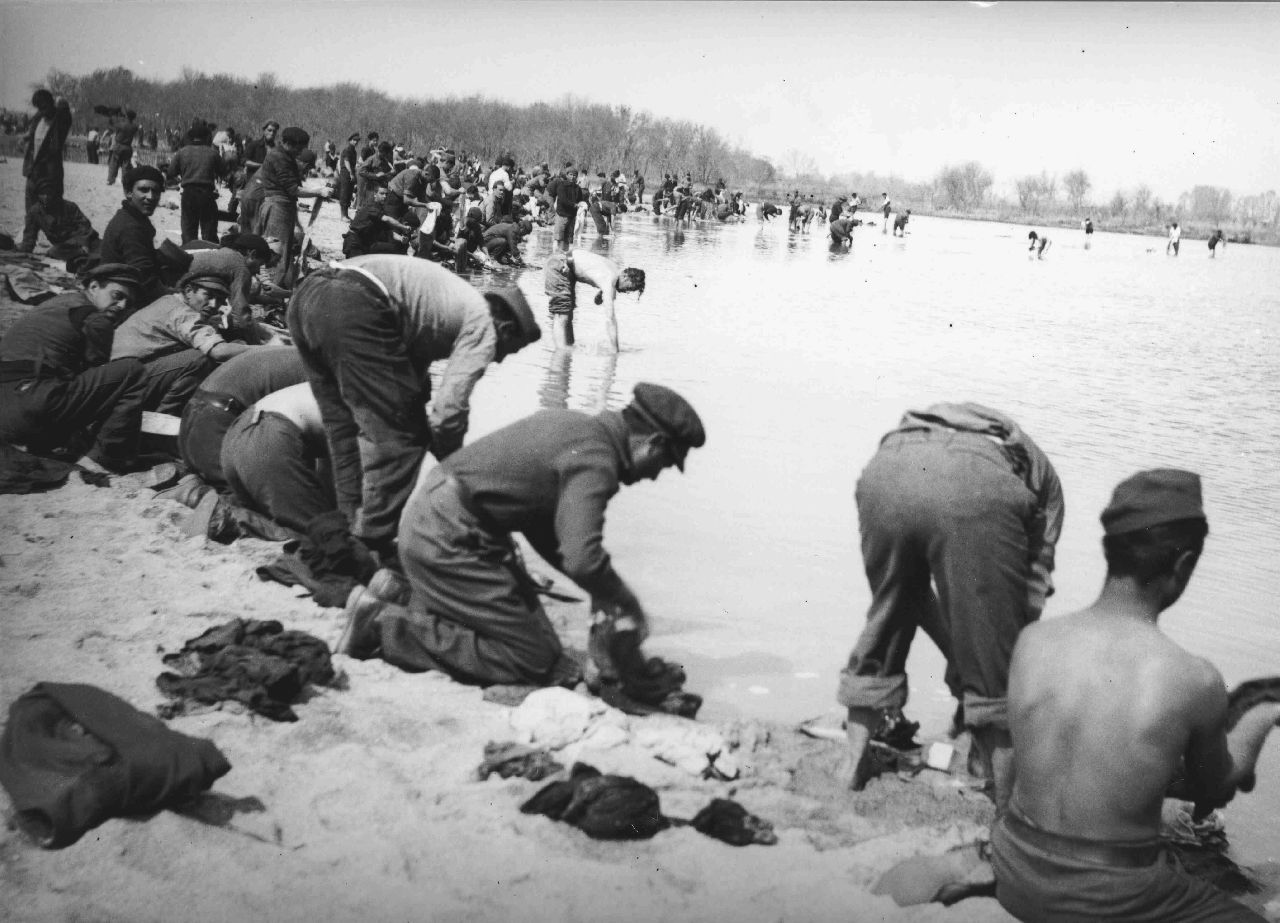
Combatientes internados en el campo, lavando sus ropas en el mar.

Las condiciones de vida de los refugiados en este campo fueron inhumanas. Fueron construidos barracones de madera y de lona por los propios reclusos, así como improvisadas cocinas y letrinas excavadas en la arena. La ayuda de organizaciones como Cruz Roja y los suministros humanitarios fueron insuficientes para tal cantidad de gente, y muchos perecieron víctimas del hambre, la humedad, el frío y enfermedades como la disentería y la sarna.
La alimentación era muy escasa; algunos días llegaban camiones con pan y sacos de legumbre que tenían que cocinar con agua salada. Con la llegada del invierno los más débiles fueron los primeros en caer, además de muchos otros que murieron de tifus.
En marzo de 1939, el fotógrafo Robert Capa visitó el enorme campo de la playa de Argelès, donde se encontraban en ese momento encerrados más de 80.000 republicanos españoles. La descripción que hizo del mismo fue:

"...un infierno sobre la arena: los hombres allí sobreviven bajo tiendas de fortuna y chozas de paja que ofrecen una miserable protección contra la arena y el viento. Para coronar todo ello, no hay agua potable, sino el agua salobre extraída de agujeros cavados en la arena".

Entre las organizaciones que socorrieron a los refugiados, además de la Cruz Roja, cabe destacar la Maternidad de Elna, fundada por la joven enfermera suiza Elizabeth Eidenbenz, que logró salvar a unos 400 niños españoles al crear esta institución en un palacete abandonado en la cercana villa de Elna.
A pesar de las penurias, los refugiados se organizaron para realizar actividades culturales, llegando a construir los llamados "barracones de cultura", donde llevaban a cabo las actividades que las circunstancias les permitían. Básicamente, su objetivo era levantar el estado anímico del colectivo, llegando a editar una pequeña publicación, el Boletín de los Estudiantes.

## Salida
A los seis meses del establecimiento del campo estalló la Segunda Guerra Mundial. Cuando las tropas alemanas del III Reich invadieron Francia, en junio de 1940, los refugiados españoles abandonaron el campo de Argelès con diferentes destinos: muchos se quedaron a vivir y formaron familias en Francia, otros se alistaron en el Ejército de Francia para luchar contra los nazis (miles de los cuales tuvieron la desgracia de caer prisioneros y volver a campos de concentración, sobre todo en el Campo de concentración de Mauthausen-Gusen, donde hubo 7300). También otros decidieron volver a España, ante la promesa de Franco de perdonar a quienes no hubiesen cometido delitos de sangre. 
Tras el desalojo del campo, este fue utilizado durante la guerra como campo de concentración de prisioneros de guerra por el gobierno pronazi de la Francia de Vichy y desmantelado tras el fin de la guerra.

## Homenajes

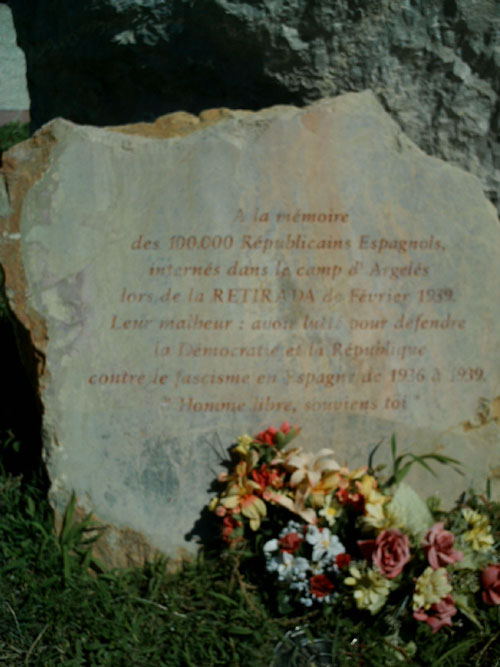
Monolito en recuerdo a los españoles internados en el campo.

En las proximidades de la Playa Norte se halla un monolito con una placa en homenaje a los 100.000 españoles que pasaron por el campo, con la siguiente inscripción:
| A la mémoire des 100.000 Républicans Espagnols, internés dans le camp d'Argelès, lors de la RETIRADA de Février 1939. Leur malheur: avoir lutté pour défendre la Démocratie et la République contre le fascisme en Espagne de 1936 à 1939. Homme libre, souviens toi. (A la memoria de los 100.000 republicanos españoles, internados en el campo de Argelès, tras la RETIRADA de febrero de 1939. Su desgracia: haber luchado para defender la Democracia y la República contra el fascismo en España de 1936 a 1939. Hombre libre, acuérdate.) |

Los días 24 y 25 de febrero de 2001, varias asociaciones españolas convocaron una visita al lugar donde estuvo ubicado el campo para rendir el homenaje "100.000 velas para 100.000 refugiados" a quienes allí padecieron, con la asistencia de algunos de los supervivientes, descendientes y simpatizantes, llegados desde distintos puntos de Europa.